# Priba
Priba (znanstveno ime Vanellus vanellus) je ptič iz družine deževnikov, ki gnezdi v območjih Evrazije z zmernim podnebjem, izven obdobja gnezditve pa se odseli južneje, do Severne Afrike, Indije in delov Kitajske.

## Opis
Po velikosti je priba podobna golobu, v dolžino doseže 28 do 31 cm, prek peruti pa meri 67 do 72 cm. Po operjenosti je ni mogoče zamenjati za kakšnega drugega ptiča, po telesu ima črno-bel vzorec, pri pogledu od bliže pa se perje na temnem zgornjem delu telesa preliva v modrih in vijoličnih iridescenčnih odtenkih. Že na daleč je prepoznavna tudi po dolgem, ozkem čopu na glavi. Konice peruti so močno zaokrožene, ko leti, se opazovalcu izmenjujeta temen zgornji in bel spodnji del, zato je predvsem od daleč v jati videti, kot bi utripala. Med gnezditvijo imajo samci daljši čop od samic in črna lica ter vrat, medtem ko so pri samicah lica in vrat posuta z belimi pikami. Pozimi se lica in vrat obarvajo belo in temno perje na zgornji strani telesa dobi svetle konice, zato izgleda luskinasto.
Med gnezditvijo zgodaj spomladi samci označujejo svoj teritorij z akrobacijami v zraku in oglašanjem. Gnezdi na tleh na mokrotnih travnikih, sekundarno pa zaradi izginjanja prvotnega habitata tudi na obdelovalnih površinah, kjer išče hrano - različne črve in žuželke. Pozimi se lahko združujejo v večje jate v kulturni krajini ali močvirjih.

## Razširjenost in varstvo
Gnezdi v velikem delu Evrazije, od Zahodne Evrope prek Srednje Azije do Mandžurije na severovzhodu Kitajske, od koder se pozimi v širokem pasu odseli južneje, v Severno Afriko, Arabski polotok, severno Indijo, Pakistan in jug Kitajske. Občasno jo, predvsem po nevihtah, opazijo tudi v Severni Ameriki. Zaradi ogromnega območja razširjenosti in velike populacije ne velja za ogroženo v svetovnem merilu, lokalno pa jo ogrožajo izginjanje prvotnega habitata in lov ter nabiranje jajc.
V Sloveniji je dokaj pogosta gnezdilka, predvsem v kulturni krajini. Z mokrotnih travnikov na Štajerskem in Ljubljanskem barju izginja zaradi intenzifikacije ali zaraščanja.